# Calandrella
A Calandrella a madarak osztályának verébalakúak (Passeriformes) rendjébe és a pacsirtafélék (Alaudidae) családjába tartozó nem.
Egyes fajokat korábban az Alaudala vagy Alaudula nembe soroltak, ma ezt az elnevezést nem használják.

## Rendszerezésük
A nemet Johann Jakob Kaup írta le 1829-ben, az alábbi fajok tartoznak ide:
- Calandrella eremica[1] vagy Calandrella blanfordi eremica[2]
- Blanford-pacsirta (Calandrella blanfordi)
- Erlanger-pacsirta (Calandrella erlangeri)
- Calandrella williamsi[1] vagy Calandrella cinerea williamsi[2]
- Calandrella cinerea
- szikipacsirta (Calandrella brachydactyla)
- indiai szikipacsirta (Calandrella acutirostris)
- Calandrella dukhunensis[1] vagy Calandrella brachydactyla dukhunensis[2]
- Calandrella gali kövületként ismert (késő miocén, Polgárdi, Magyarország)[3]

Áthelyezve az Alaudala nembe:
- csíkos szikipacsirta (Calandrella rufescens)[2] vagy Alaudala rufescens[1]
- Góbi szikipacsirta (Calandrella cheleensis)[2] vagy Alaudala cheleensis[1]
- Calandrella raytal[2] vagy Alaudala raytal[1]
- Calandrella somalica[2] vagy Alaudala somalica[1]
- Calandrella athensis[2] ma a Alaudala athensis[1]